# マシュマロクリーム

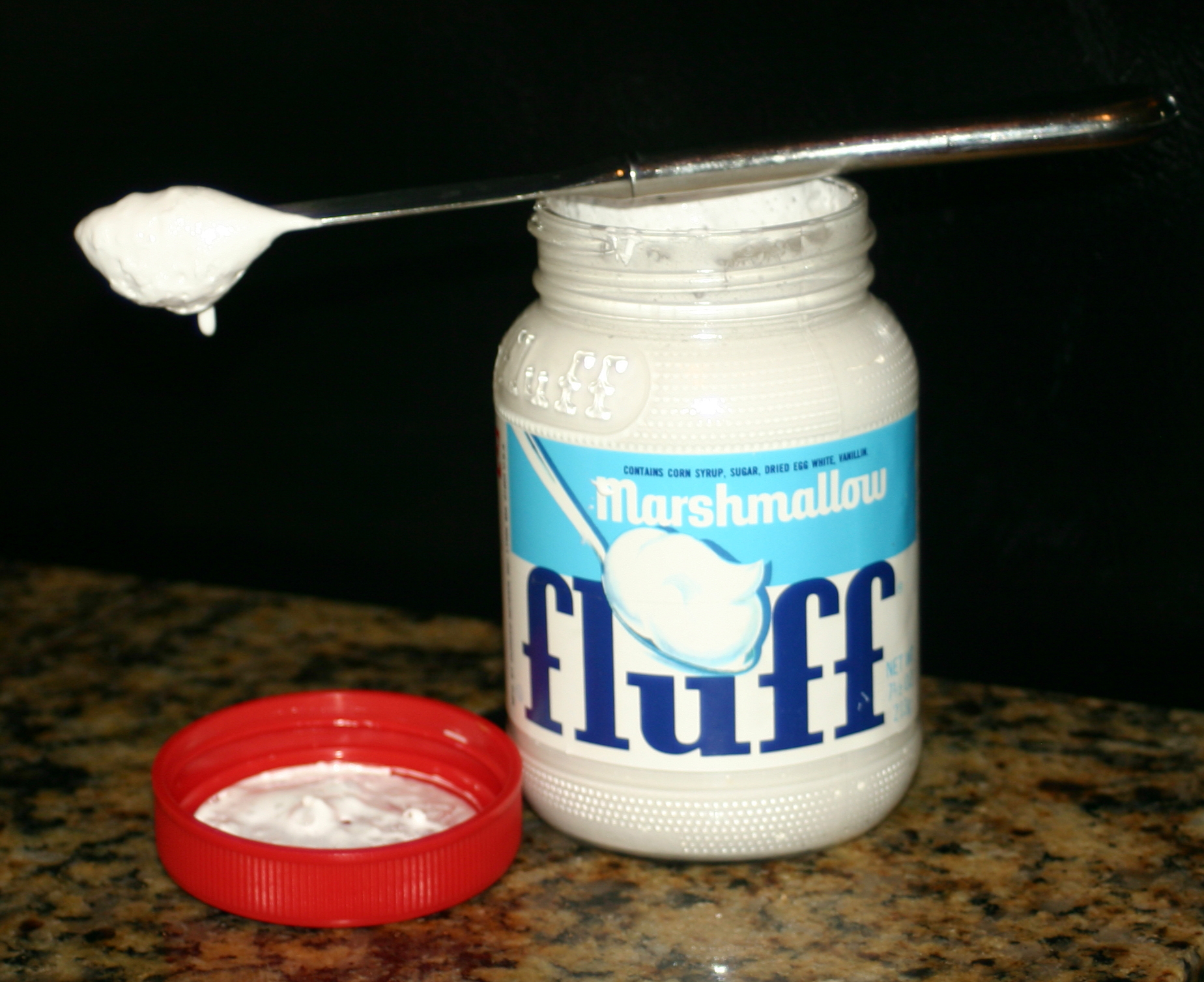
マシュマロクリーム「フラフ」

マシュマロクリーム（英語: marshmallow creme）は、マシュマロがクリーム状になったペースト食品。
商品名のフラフ（fluff）でも呼ばれる。
アメリカ合衆国発祥の商品で、パンやトーストに塗ったり、アイスクリームに乗せて食する。
味は定番の白いバニラ（通常のマシュマロよりも甘い）、鮮やかなピンク色のイチゴ、キャラメルなどがある。
常温保存が可能で、冷蔵庫で保存するとふわふわした食感が損なわれるため、冷蔵保存した場合には常温に戻してから食べるとよい。
日本ではカルディなどの輸入食品店や、ネット通販でフラフを販売していることがある。
通常のマシュマロを牛乳と共に電子レンジで加熱し、生クリームを加えて撹拌することで自作することもできる。